# The Name of the Game
«The Name Of The Game» (el nombre del juego) es una canción y un sencillo que lanzó el grupo sueco ABBA. Es el primero de su quinto álbum de estudio The Album.

## La canción
Fue escrita por Benny, Björn y Stig. Fue grabada el 31 de mayo de 1977, en el estudio Marcus Music en Estocolmo, llamada primero A Bit Of Myself. La canción habla sobre una mujer que le pregunta a su pareja cuál es el juego que están jugando entre los dos, que ella no quiere jugar más y hacer las cosas en serio. Este tema viene incluido en el disco The Album como la pista número 4.
The Name Of The Game fue elegido como sencillo en lugar de Hole In Your Soul, y como todos los grandes sencillos de ABBA en esa época, fácilmente logró entrar en el Top Ten en varios países, pero le fue muy difícil alcanzar la primera posición, algo que sólo logró en pocos países como el Reino Unido donde permaneció en la cima durante 4 semanas. No obstante, en Australia, donde el grupo llevaba una buena racha de sencillos número uno, la canción ocupó el puesto seis, haciendo notar el declive de la popularidad del grupo, que no volvería a tener un número uno en ese país.
Sin embargo, esta canción se considera uno de los grandes clásicos de ABBA, a nivel de "Waterloo" y de "Mamma Mia". La canción ha sido versionada por varios artistas como A*Teens, que la convirtieron en uno de sus sencillos a principios del año 2000.
La canción apareció en ABBA: The Movie con una versión ligeramente diferente. Actualmente forma parte del musical Mamma Mia!, basado en las canciones de ABBA. Comúnmente era interpretada por el grupo en sus tour de 1979 y de 1980.

## I Wonder
I Wonder (Departure) (Me pregunto [partida]) fue el lado B del sencillo. Fue escrita por Benny, Björn y Stig, y grabada el 2 de agosto de 1977, en el estudio Marcus Music en Estocolmo. La canción pertenece al mini-musical "The Girl With The Golden Hair". La protagonista canta diversos recuerdos de su pueblo, y de que ella tiene miedo de dejarlo todo para ir a la gran ciudad y conseguir la fama. El tema está incluido en el disco The Album, como la pista número 8.
Por lo general, era una versión en vivo la que se encontraba en este lado B, que fue tomada de uno de los conciertos que ABBA dio en Sídney, Australia, el 3 de marzo de 1977 como parte de su tour ese mismo año.

## El vídeo
Fue grabado el 25 de septiembre de 1977 en la casa de Björn y Agnetha en Lidingö, Estocolmo. El video muestra a los integrantes del grupo jugando un juego llamado "ludo". Se muestra a Frida y Benny jugando juntos como una linda pareja y a Agnetha y Björn felices riendo. Fue dirigido por Lasse Hallström.
El video, actualmente, está disponible en los DVD The Definitive Collection, ABBA Number Ones (DVD) y en ABBA Gold (DVD).

## Listas
| Lista                                      | Posición |
| ------------------------------------------ | -------- |
| Danish Top 40 Singles                      | 1        |
| Hong Kong Singles Charts                   | 1        |
| Finlandia Suosikki Singles                 | 1        |
| UK Singles Chart                           | 1        |
| Turkish Singles charts                     | 1        |
| Eurochart Hot 100 Singles                  | 1        |
| Bélgica, Top 30 BRT Singles                | 1        |
| Bélgica, Top 30 Humo Singles               | 1        |
| Irlanda, Top 30 IRMA Singles               | 1        |
| Holanda, Top 30 National Hitparade Singles | 1        |
| Holanda, Dutch Top 40 Singles              | 1        |
| Israel, Top 40 Singles                     | 1        |
| Suecia, Top 60 Sverige Singles             | 1        |
| Noruega, Top 20 VG Singles                 | 3        |
| Nueva Zelanda, Airplay Singles             | 1        |
| Sudáfrica, Top 20 Springbok Singles        | 1        |
| Yugoslavia, Top 20 Jugoslavija Singlovi    | 3        |
| Alemania, Top 50 Airplay Singles           | 1        |
| Nueva Zelanda, Top 40 RIANZ Singles        | 1        |
| Zimbabue, Top 20 Singles                   | 1        |
| Finlandia, Top 40 YLE Singles              | 3        |
| Australia, Top 50 ARIA Singles             | 1        |
| Suiza, Top 100 Singles                     | 3        |
| Alemania, Top 50 Sales Singles             | 1        |
| España, Los 40 Principales                 | 1        |
| E.U.A., Billboard Adult Contemporany       | 9        |
| México, Lista de Sencillos Internacionales | 1        |
| Austria, Top 75 Singles                    | 1        |
| Canadá, RPM Adult Contemporany             | 1        |
| Billboard Hot 100                          | 1        |
| Francia Top 30 Singles                     | 1        |
| Canadá, Top 50 Singles                     | 1        |
| E.U.A., Top 100 Cashbox Singles ,          | 1        |
| E.U.A., Top 100 Record World Singles       | 1        |

### Trayectoria en las listas
| Posición | 82 | 82 | 67 | 57 | 44 | 39 | 35 | 28 | 22 | 16 | 14 | 12 | 12 | 31 | 60 | 97 |

| Posición | 20 | 5 | 1 | 1 | 1 | 1 | 4 | 11 | 18 | 35 | 35 | 29 |

| Posición | 62 | 28 | 19 | 14 | 11 | 10 | 7 | 7 | 7 | 6 | 10 | 13 | 18 | 23 | 30 | 45 | 65 | 88 | 89 |

### Listas de Fin de Año
| País                             | Posición | Año  |
| -------------------------------- | -------- | ---- |
| Dinamarca                        | 3        | 1977 |
| Australia                        | 84       | 1978 |
| Bélgica                          | 16       | 1977 |
| Israel                           | 42       | 1978 |
| Estados UnidosBillboard Hot 100  | 97       | 1978 |
| Estados UnidosAdult Contemporany | 48       | 1978 |
| Francia                          | 84       | 1978 |
| Francia                          | 87       | 1977 |
| Países Bajos                     | 58       | 1977 |
| Reino Unido                      | 16       | 1977 |

## Certificaciones
| País           | Certificación | Ventas    |
| -------------- | ------------- | --------- |
| Reino Unido    | Oro           | + 600 000 |
| Estados Unidos | Oro           | + 560 000 |